# Colin Cameron
Colin Cameron (* 23. Oktober 1972 in Kirkcaldy) ist ein ehemaliger schottischer Fußballspieler. und derzeitiger -trainer. Der zentrale Mittelfeldspieler absolvierte für die Raith Rovers, Heart of Midlothian und die Wolverhampton Wanderers jeweils mehr als 150 Ligapartien.

## Sportlicher Werdegang
Nur unweit des Stark’s Parks – der Heimspielstätte der Raith Rovers – wuchs Cameron in der ostschottischen Hafenstadt Kirkcaldy auf. Er besuchte dort die Balwearie High School und schloss sich im Dezember 1988 der Rovers-Nachwuchsabteilung an. Bevor er dort aber Stammspieler wurde, hatte er in der Saison 1991/92 erste Erfahrungen beim irischen Klub Sligo Rovers gesammelt. Zurück in seiner Heimat war er Teil der Mannschaft, die in der Saison 1994/95 überraschend nach einem Finalsieg im Elfmeterschießen gegen Celtic Glasgow den schottischen Ligapokal gewann. Mit Hilfe der damit verbundenen Qualifikation für den UEFA-Pokal stand er dort dem späteren Sieger FC Bayern München gegenüber und absolvierte sowohl das Hin- als auch das Rückspiel. Nach 152 Ligaspielen verließ Cameron im März den Klub, der zwischen der ersten und zweiten schottischen Liga pendelte, in Richtung Edinburgh, wo er künftig für Heart of Midlothian auflief.
Die Ablösesumme für Cameron betrug 400.000 Pfund; darüber hinaus wechselte John Millar aus der schottischen Hauptstadt zu den Raith Rovers. Der Neuzugang entwickelte sich bei den „Hearts“ sportlich weiter, kam auch dort auf über 150 Ligapartien und wurde zum Mannschaftskapitän befördert. Größter Erfolg war 1998 der Gewinn des schottischen FA Cups, im Anschluss an einen 2:1-Finalsieg gegen die Glasgow Rangers. Für 1,75 Millionen Pfund schloss er sich dann im August 2001 dem englischen Zweitligisten Wolverhampton Wanderers an.
Während seiner Zeit bei den „Wolves“ entwickelte er sich aufgrund seines Einsatzwillens und zielstrebigen Spielweise im Mittelfeldzentrum zu einem Publikumsliebling. Mit 23 Toren in 168 Ligaspielen war er zwar nur mäßig torgefährlich, erzielte darunter aber einige bedeutende Treffer, wie am 4. Oktober 2003 das 1:0-Siegtor gegen Manchester City, das dem Klub den ersten Premier-League-Sieg in seiner Geschichte ermöglichte. In den fast fünf Jahren in Wolverhampton war er nahezu stetig Stammspieler und maßgeblich für den Erstligaaufstieg in der Saison 2002/03 mitverantwortlich. Nach dem Wiederabstieg und zwei vergeblichen Neuanläufen neigte sich Camerons Zeit bei den Wolves dem Ende entgegen, vor allem, da Trainer Glenn Hoddle auf seine Dienste nach dem Jahreswechsel 2005/06 verzichtet und ihn im März 2006 für einen Monat an den Ligakonkurrenten FC Millwall ausgeliehen hatte. Nach seiner Rückkehr bestritt Cameron noch einmal fünf Meisterschaftspartien für die Wolverhampton Wanderers. Zu einem neuen Vertrag kam es dennoch nicht mehr und so heuerte Cameron im Juni 2006 ablösefrei bei Coventry City an.
Während der Erfüllung seines Einjahresvertrags bei den „Sky Blues“ wurde Cameron während der Saison 2006/07 in 24 Ligapartien eingesetzt und schoss dabei zwei Tore. Dass es nur bei einem kurzen Intermezzo blieb, war einer Achillessehnenverletzung geschuldet, in deren Folge Trainer Iain Dowie verkündete, nicht weiter mit Cameron zusammenarbeiten zu wollen. Zur nächsten Station wurden die Milton Keynes Dons, wo Cameron auf Trainer Paul Ince, der ein Ex-Mitspieler bei den „Wolves“ gewesen war, traf. Mit den „Dons“ gewann er in der Spielzeit 2007/08 sowohl die Football League Trophy als auch den Viertligameistertitel, der zum Aufstieg in die Football League One berechtigte.
Im Juli 2008 kehrte Cameron nach Schottland zurück und unterschrieb beim FC Dundee einen neuen Kontrakt – auch dort hatte mit Alex Rae ein ehemaliger Mitspieler bei den Wolves als Trainer angeheuert. Hartnäckige Kniebeschwerden sorgte jedoch dafür, dass er vier Monate lang außer Gefecht gesetzt war, zwischenzeitlich von Coach Jocky Scott an den schottischen Drittligisten FC Arbroath ausgeliehen wurde und zum Ablauf der Spielzeit 2009/10 den Klub wieder verließ. Nächste Station wurde vor Beginn der Saison 2010/11 der von Jimmy Nicholl trainierte FC Cowdenbeath, bei dem Cameron parallel zu seinen aktiven Fußballeraufgaben die Funktion eines Trainerassistenten übernahm. Im Juni 2011 löste er Jimmy Nicholl als Cheftrainer ab und war bis November 2013 Spielertrainer. Anfang 2014 übernahm er in gleicher Funktion die Berwick Rangers.

### Schottische Nationalmannschaft
Cameron absolvierte zwischen 1999 und 2004 insgesamt 28 Länderspiele für die schottische A-Nationalmannschaft. Seine einzigen beiden Tore gelangen ihm in den Partien gegen Litauen und San Marino. Sein Debüt gab er am 28. April 1999 gegen Deutschland, das überraschend mit 1:0 gewonnen werden konnte. Anschließend bestritt er eine Reihe von Qualifikationspartien für die Euro 2000, die WM 2002, die Euro 2004 und die WM 2006; zu einer Teilnahme an einer Endrunde reichte es jedoch nie.

## Erfolge
- Schottischer FA Cup: 1998
- Schottischer Ligapokal: 1995
- Football League Trophy: 2008